# Ademir Santos
Ademir Santos (jap. 三渡洲 アデミール Santos Ademir; ur. 28 marca 1968) – japoński piłkarz występujący na pozycji pomocnika.

## Kariera klubowa
Od 1987 do 1996 roku występował w klubach Yamaha Motors i Shimizu S-Pulse.